# あまちゃんの音楽
あまちゃんの音楽では、2013年度（平成25年度）上半期にNHKで放送された連続テレビ小説『あまちゃん』の音楽に関して解説する。テーマ曲を初めとする劇伴は大友良英が担当、3枚のサウンドトラックアルバムを発売し、大友はテレビドラマ関連のいくつかの賞を受賞した。また、「潮騒のメモリー」を初めとするオリジナルソングがいくつか制作され、ヒットチャートでも好成績をおさめたほか、同曲で『第55回日本レコード大賞』作曲賞を受賞するなど高い評価を得ている。このほかにも1980年代のアイドル歌謡曲を中心として、既存の楽曲が多数ドラマ内で使用された。

## サウンドトラック
オープニングテーマを含めた大半の劇伴は大友良英作曲のオリジナルで構成される。その曲数は放送開始前の時点で130曲に上るが、放送開始後も作曲が続行されており、5月時点ですでに200曲を超えるという。テーマ曲とこれらの劇伴は、大友や江藤直子(Giulietta Machine)、近藤達郎、長見順、高井康生、かわいしのぶ、ナスノミツル、水谷浩章、芳垣安洋、坂田学など23人のメンバーに、佐々木次彦指揮による24人編成のストリングスセクションを加えた「あまちゃんスペシャル・ビッグバンド」によって演奏されている。
劇伴は通常の場合ドラマの放送前には完成しているものだが、本作では本編の制作と同時進行で、4月の放送開始後も制作が進められているため、視聴者の反応を参考にすることができているという。前半分の録音は2012年9月から2013年1月にかけNHK506スタジオなどで行われた。

## テーマ曲
テーマ曲の「あまちゃん オープニングテーマ」は大友良英作曲・あまちゃんスペシャル・ビッグバンドwithストリングス: 交響詩篇さきっぽ絶頂ボンバーStringsグループ'95演奏によるインストゥルメンタルである。テーマ曲が歌ではないのは2010年度後期の『てっぱん』以来であり、インストゥルメンタルを使用した朝ドラ作品としては現時点で本作が最後となっている（次作『ごちそうさん』以降は、テーマ曲が歌で独占している）。
オープニングテーマをインストゥルメンタルとした理由について、大友は自身のブログで劇中に新旧さまざまな歌が出て来る（後述）ことを踏まえたものであるとした上で「毎日聴いてもあきない、その上元気が出る『みそ汁』みたいな感じで作りました」とコメントしている。楽曲はスカやチャンチキの要素を取り入れたもので、月曜日放送のバージョンはキャストに加えてスタッフのクレジットを表示するため、他の日よりも長く編曲も違う展開になる別バージョンが流れる（月曜日のテーマソングがロングバージョンとなるのは過去の連続テレビ小説と同様だが、別アレンジのバージョンが用意されるのは異例）。
このテーマ曲は番組公式サイト内でストリーミング配信されたほか、5月10日から月曜日使用のロングバージョンが音楽配信サイトでリリースされ、着うたランキングで1位になるなど、インストゥルメンタル曲としては異例のヒットチャート入りを果たしている（#ランキングを参照）。また、同年開催された『第95回全国高等学校野球選手権大会』（夏の甲子園）では、舞台である岩手県代表の花巻東高校をはじめ、同校が準決勝で対戦した延岡学園高校など、複数校が応援曲として使用した。
その一方で、2013年東京都議会議員選挙ではこのテーマ曲を作曲者サイドに無断で選挙カーのBGMに使用する候補者や政党が複数現れ、これに対し作曲者の大友は自身のブログで「私は一切関係ありません」と表明し、選挙運動に対する利用への抗議の意思を示した。これを受けて、選挙カーでの使用を中止する候補も現れている。
2018年4月3日にアサヒ飲料から発売の「三ツ矢グリーンスパークリングウォーター」のテレビCMに使用、同日より放映されている。

## 挿入歌
いずれの楽曲も2013年8月28日発売のコンピレーションアルバム『あまちゃん 歌のアルバム』に収録されている。「潮騒のメモリー」「暦の上ではディセンバー」の楽曲そのものの詳細は各曲の項目を参照のこと。
「潮騒のメモリー」
作詞：宮藤官九郎、作曲：大友良英/Sachiko M
映画「潮騒のメモリー」の主題歌で鈴鹿ひろ美（薬師丸ひろ子）のデビュー曲で60万枚のヒットという設定の楽曲。登場当初より本作において重要な役割を果たす楽曲であることが示唆されていた。
第7週で天野春子（小泉今日子）がカラオケで歌ったシーンで初披露され、天野アキ（能年玲奈）と足立ユイ（橋本愛）のユニット「潮騒のメモリーズ」の持ち歌として使用されている。カラオケに映し出される映像もドラマ製作班によるオリジナル映像で、公式サイトで公開されている。第16週で、実際の音源は歌唱力に難のあった鈴鹿の歌ではなく、影武者（代役）として歌っていた若き日の春子（有村架純）の歌だったことが明かされる。
当初は「ドラマの筋に関わる内容のため全貌を出せない」という理由で「リリース未定」とされていたが、第16週放送後の7月31日に「天野春子（小泉今日子）」名義でCDリリースされた。
「暦の上ではディセンバー」
作詞：宮藤官九郎、作曲：大友良英/Sachiko M/江藤直子/高井康生
荒巻プロデュースの人気アイドルグループ「アメ横女学園芸能コース」（アメ女）の2009年に発売した3枚目のシングルにして初のミリオンヒットを達成という設定の楽曲。「東京編」においてアメ女の代表曲として歌唱シーンがたびたび登場する。
2013年6月29日に「アメ横女学園芸能コース」名義による配信限定シングルとして発売された。実際の歌唱はベイビーレイズと成田りな役の水瀬いのりで、同年9月11日にベイビーレイズ版のCDが発売された。
「地元に帰ろう」
作詞：宮藤官九郎、作曲：Sachiko M/大友良英
GMTのデビュー曲という設定の楽曲。作品の中では「国民投票」により奈落落ちした有馬めぐの知名度を使ったGMTの売り込みを図るために荒巻が作った曲ということになっており、レコーディング後に荒巻がアキの歌声に無断でオートチューンによりエフェクトをかけたことがアキがGMTを脱退するきっかけとなったとされている（その後の公開・音源化では、本来のエフェクト加工前の歌唱が公開・収録されている）。
『朝まで"あま"テレビ』第3夜にてフルバージョンが初公開され、本編では第23週（第135話）にてアキとGMTが歌番組で歌う場面で歌詞テロップ付きで披露された。曲そのものはスローバラードの最後にサンバを組み合わせた楽曲で、歌詞には（アキを含めた）GMTの出身地にちなんだセリフが織り込まれている。全般的な作曲はSachiko Mが、大友が部分的なフレーズと終盤のサンバパートを手がけているが、サンバパートは大友が「脚本にもないのに、演出から頼まれてもいないのに、なんだか、あのままで終わりたくないなと思って、勝手につけちゃいました」と語っている。大友は宮藤の歌詞について、単純な故郷賛歌ではなく日本中の地元をほぼ表していると脱帽したという。

## 使用楽曲
本編では、以下のさまざまな形態で楽曲が使用されている。

### 実在の楽曲とその歌手の映像
時代背景を説明する場面にあたり、当時の実在の楽曲とその歌手の映像、もしくはレコードジャケットが登場する。これらの多くは脚本の宮藤の指定によるものである。番組内で登場する楽曲は以下の通り（歌手の五十音順）。
- アルフィー「星空のディスタンス」
- 杏里「悲しみがとまらない」、「CAT'S EYE」
- 一世風靡セピア「前略、道の上より」
- 欧陽菲菲「ラヴ・イズ・オーヴァー」
- 沖田浩之「E気持」
- おニャン子クラブ「じゃあね」、「セーラー服を脱がさないで」
- 柏原よしえ「ハロー・グッバイ」
- 吉川晃司「モニカ」
- 工藤静香「恋一夜」
- クラッシュギャルズ「炎の聖書（バイブル）」
- 斉藤由貴「卒業」
- セイントフォー「太陽を抱きしめろ」
- 髙橋真梨子「桃色吐息」
- 田原俊彦「恋＝Do!」
- チェッカーズ「涙のリクエスト」
- 1986オメガトライブ「君は1000%」
- 爆風スランプ「Runner」
- PRINCESS PRINCESS「Diamonds(ダイアモンド)」
- 本田美奈子「1986年のマリリン」
- 松田聖子「青い珊瑚礁」、「時間の国のアリス」、「夏の扉」
- 吉幾三「俺ら東京さ行ぐだ」
- YMO「君に、胸キュン。」

### 登場人物が歌唱
劇中では登場人物が様々な楽曲を歌うシーンが登場する。なお、劇中で歌われるカラオケのトラックはすべてオリジナルの音源で、スナックの設定や時代背景などを考慮して制作されている。
- アキ - 「君に、胸キュン。」（YMO）
- アキの17歳の誕生会参加者たち - 「ハッピーバースデートゥーユー」
- 海女たち／アキと海女たち／夏／海女たち、功、大吉、吉田、ユイ／若き日の橋幸夫と若き日の夏／橋幸夫と夏／弥生と今野／海女たち、ユイ、長内、大吉／春子 - 「いつでも夢を」（橋幸夫・吉永小百合）
- 磯野 - 「愛のメモリー」（松崎しげる）
- お座敷列車の乗客 - 「アイアイ」（童謡）、「雪國」（吉幾三）
- 甲斐 - 「セーラー服を脱がさないで」（おニャン子クラブ）
- 喜屋武 - 「涙そうそう」（BEGIN）、「さとうきび畑」（森山良子）
- 新人海女たち - 「LOVEマシーン」（モーニング娘。）
- 菅原、長内、大吉、吉田 - 「失恋レストラン」（清水健太郎）
- 大吉 - 「Jump」（ヴァン・ヘイレン）[23]
- 大吉／大吉と吉田／大吉と喜屋武 - 「ゴーストバスターズ」（レイ・パーカー・ジュニア：映画『ゴーストバスターズ』の主題歌）[23]
- 忠兵衛と夏 - 「港町十三番地」（美空ひばり）
- トシちゃん似の男 - 「抱きしめてTONIGHT」（田原俊彦）
- 春子 - 「モニカ」（吉川晃司）
- 美寿々、弥生、かつ枝 - 「ポリリズム」（Perfume）
- 弥生 - 「悲しみがとまらない」（杏里）、「2億4千万の瞳」（郷ひろみ）、「愛の讃歌」（越路吹雪）、「魅せられて」（ジュディ・オング）[23]、「川の流れのように」（美空ひばり）、「ヨイトマケの唄」（美輪明宏）
- 弥生／春子 - 「千の風になって」（秋川雅史）[23]
- ユイ - 「時をかける少女」（原田知世）[23]
- 吉田 - 「東京砂漠」（内山田洋とクール・ファイブ）、「大都会」（クリスタルキング）、「愛のままにわがままに 僕は君だけを傷つけない」（B'z）、「東京は夜の七時」（ピチカート・ファイヴ）、「NO. NEW YORK」（BOØWY）、「東京」（やしきたかじん）、「俺ら東京さ行ぐだ」（吉幾三）
- 吉田／吉田、春子、大吉、菅原、ユイ - 「卒業」（斉藤由貴）
- 若き日の春子（歌唱はいずれも小泉今日子） - 「風立ちぬ」（松田聖子）、「初恋」（村下孝蔵）[23]

これ以外にも、安藤睦夫作詞作曲の「南部ダイバー」が、北三陸高校潜水土木科の生徒たちに歌い継がれている曲として、生徒たちやアキ、種市、磯野、OBの忠兵衛らによって度々歌唱されている。

### その他の音楽
器楽演奏によるアレンジの使用が認められる。このほかにもパロディとして登場する楽曲がある（あまちゃん#演出上の特色を参照）。
- アキが種市と一緒にいる夢の中でのシーン、妄想シーン、種市がアキにキスをしようとするシーン - 「君に、胸キュン。」（YMO）
- 忠兵衛が登場するシーン、アキが東京へ出発する前日のシーン、東京にいるアキが震災で被災した北三陸を思うシーン、天野家で帰郷したアキに北三陸の人々が近況を語るシーン、震災の津波から再建を目指す海女カフェをアキが訪れるシーン、海女カフェでの合同結婚式で夏がスピーチするシーン - 「星めぐりの歌」[5]（宮沢賢治作詞・作曲）
- 北鉄25周年お座敷列車運行時、北鉄の震災5日後一部区間運行再開時 - 「銀河鉄道999」（ゴダイゴ）
- GMTのダンスレッスン曲 - 「Touch me」（元気ロケッツ）[26][27] ： 既存の楽曲がそのまま使用された。なお、実際にこの楽曲が発表されたのは、2011年3月（CMソングとして）で、作品内の時間（第104話、2010年）よりも後である[28]。

## ランキング
2013年5月10日より配信されている「あまちゃん オープニングテーマ（ロングバージョン）」は、配信開始日のレコチョク着うたデイリーランキングで1位を記録し、5月15日 - 21日集計の週間ランキングでは2位、翌週の5月22日 - 29日では1位を記録した。ランキングの関係者によれば、インストゥルメンタルがトップ10に入ることも異例であるが、1位を獲得するに至っては史上初のことである。
また、6月19日発売のアルバム『連続テレビ小説「あまちゃん」オリジナル・サウンドトラック』は、初週1.2万枚を売り上げ、オリコンの7月1日付週間アルバムランキング5位に初登場。テレビドラマのサントラとしては異例のヒットを記録した。前年上半期放送の『梅ちゃん先生』のサントラの累計売上（約2500枚）の約6倍に達するなど、音楽の面でも大きな話題となった。
挿入歌として放送され、6月29日に配信限定シングルとしてリリースされたアメ横女学園芸能コースの「暦の上ではディセンバー」は、配信当日のレコチョクのシングル部門デイリーチャート、iTunes Storeのシングル総合チャートともに1位となった。9月11日に発売されたベイビーレイズが歌ったCDは、オリコンの9月23日付週間シングルランキング6位に初登場。彼女たちにとっては初のトップ10入りの作品となった。
また、7月20日に配信を開始した天野春子（小泉今日子）の「潮騒のメモリー」は、7月17日-23日付のレコチョク着うたランキングの週間チャートで1位を獲得し、7月31日発売のCDシングルも8月12日付の週間ランキングでは初登場2位を記録。
そして、8月28日に発売された挿入歌集『あまちゃん 歌のアルバム』（「暦の上ではディセンバー」「潮騒のメモリー」などが収録されたアルバム）は、9月9日付のオリコン週間アルバムチャートで初登場1位を獲得し、本作品の関連CDで初のオリコンチャート1位を獲得した。テレビドラマのサントラ盤でオリコンチャート1位を獲得したのは、2011年10月5日発売のTBS系『美男ですね』のサントラ盤『A.N.JELL WITH TBS系金曜ドラマ『美男ですね』MUSIC COLLECTION』以来史上2作目で、連続テレビ小説の作品ではこれが初めてとなる。

## 受賞
本作の音楽に関し、関係者は以下の賞を受賞した。
- 東京ドラマアウォード2013 特別賞（大友良英）[41]
- 第78回ザテレビジョンドラマアカデミー賞（2013年）[42]
  - ドラマソング賞（天野春子「潮騒のメモリー」）
  - 特別賞（大友良英）
- 第55回日本レコード大賞作曲賞[43]
  - 大友良英 - 「あまちゃん オープニングテーマ」「潮騒のメモリー」
  - Sachiko M - 「潮騒のメモリー」
- 第26回ミュージック・ペンクラブ音楽賞・ポピュラー部門コンサートパフォーマンス（日本人アーティスト）[44]
  - 大友良英＆あまちゃんスペシャルビッグ・バンド

## 関連商品など

### CD
大友良英『連続テレビ小説「あまちゃん」オリジナル・サウンドトラック』
2013年6月19日発売、ビクターエンタテインメント。
東京佼成ウインドオーケストラ『あまちゃん ぶらばん〜公式版 吹奏楽「あまちゃん」曲集〜』
2013年7月31日発売、ビクターエンタテインメント。オープニングテーマほか数曲の吹奏楽アレンジ・アルバム。
天野春子（小泉今日子）「潮騒のメモリー」
2013年7月31日発売、ビクターエンタテインメント。
『春子の部屋〜あまちゃん 80's HITS〜』
2013年8月28日発売、ビクターエンタテインメント/ソニー・ミュージックダイレクト。
宮藤官九郎監修・選曲による、劇中で若き日の春子が聴いていた1980年代のヒットソングというコンセプトで制作されたコンピレーション・アルバム。ビクターとソニー・ミュージックの競作となり、ビクター盤には春子役・小泉今日子の「まっ赤な女の子」、鈴鹿ひろ美役・薬師丸ひろ子の「セーラー服と機関銃」、劇中挿入歌のYMO「君に、胸キュン。」を収録。ソニー盤には劇中人物が歌った「初恋」、「魅せられて」などの曲、当時の芸能界事情を説明する際に引き合いに出されたおニャン子クラブ所属者の楽曲などを収録。また、ビクター盤・ソニー盤とも大友良英の劇中曲「春子の部屋」、「春子の夢」が収録されており、若き日の春子を演じた有村架純がジャケットに登場している。
『あまちゃん 歌のアルバム』
2013年8月28日発売、ビクターエンタテインメント。
劇中に登場したオリジナルソングなどを収めたコンピレーション・アルバム。「潮騒のメモリー」、「暦の上ではディセンバー」のそれぞれのオリジナルバージョンに加えて、潮騒のメモリーズによる「潮騒のメモリー（お座敷列車バージョン）」やGMT5のデビュー曲「地元に帰ろう」、北三陸高校の生徒たちによる「南部ダイバー」など、ボーナストラックを含めた全15曲を収録。
大友良英『連続テレビ小説「あまちゃん」オリジナル・サウンドトラック 2』
2013年9月18日発売、ビクターエンタテインメント。
大友良英『あまちゃんアンコール 〜連続テレビ小説「あまちゃん」オリジナル・サウンドトラック 3〜』
2013年12月25日発売、ビクターエンタテインメント。
大友良英&「あまちゃん」スペシャルビッグバンド『あまちゃんLIVE 〜あまちゃん スペシャルビッグバンド コンサート in NHKホール〜』
2014年3月5日発売、ビクターエンタテインメント。
Blu-rayとDVDも同時発売。
大友良英スペシャルビッグバンド『ええじゃないか音頭』
2014年7月23日発売、ビクターエンタテインメント。

### 音楽配信
大友良英「あまちゃん オープニングテーマ」
2013年5月10日配信開始、ビクターエンタテインメント。
アメ横女学園芸能コース「暦の上ではディセンバー」
2013年6月29日配信開始、ビクターエンタテインメント。
天野春子（小泉今日子）「潮騒のメモリー」
2013年7月20日（着うた、メロディコール、iTunes着信音）・同8月6日（フル配信）配信開始、ビクターエンタテインメント。
『あまちゃん 歌のアルバム 別冊』
2013年8月28日配信開始、ビクターエンタテインメント。

### 公式版楽譜
以下はNHK出版より公式版として発行されたもの。この他にも、複数の出版社によりテーマ曲・挿入歌の非公式版楽譜が多数出版された。
- 公式版 吹奏楽「あまちゃん オープニングテーマ」 （NHK出版）2013年7月20日発売、ISBN 978-4140553299 - 公式吹奏楽版楽譜
- NHK連続テレビ小説「あまちゃん」 潮騒のメモリー （NHK出版）2013年8月20日発売、ISBN 978-4140553305 - ボーカル&ピアノ譜、ピアノソロ譜

### 防災無線
ドラマの舞台となった久慈市では、「あまちゃん」の楽曲が防災無線の時報に採用されている。放送時刻と曲目は以下のとおり。
| 放送時刻 （JST） | 曲目                          |
| ---------------- | ----------------------------- |
| 07:00            | あまちゃん オープニングテーマ |
| 12:00            | 暦の上ではディセンバー        |
| 18:00            | 潮騒のメモリー                |